# 普通自動二輪車

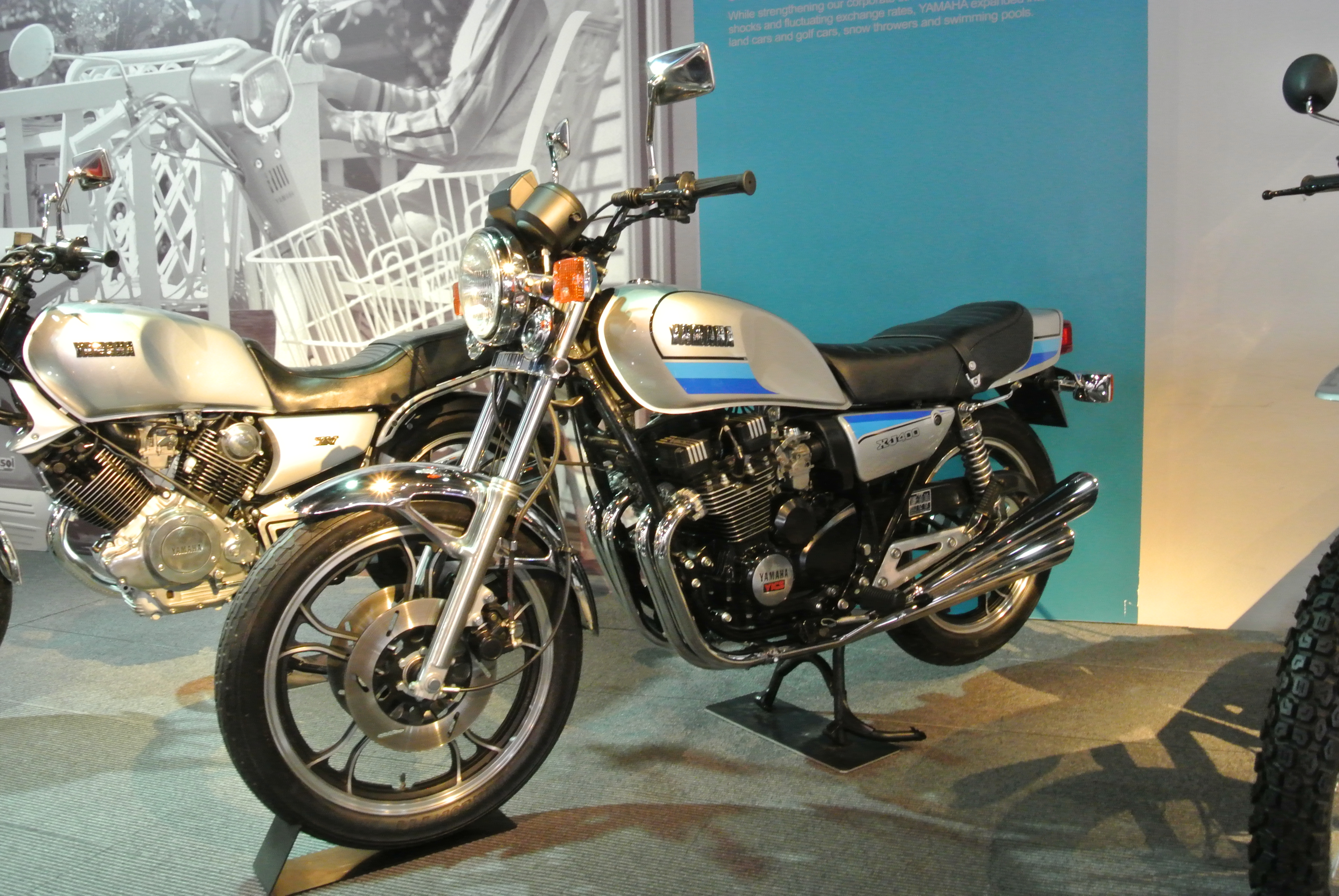
ヤマハ・XJ400（398ccの普通自動二輪車）

普通自動二輪車（ふつうじどうにりんしゃ）とは、日本の道路交通法における車両区分の一つで、排気量が50cc超400cc以下ならびに定格出力が0.6kW超20kW以下の二輪の自動車（オートバイ）のことである。なお同法では、そのうち排気量125cc以下ならびに定格出力1kW以下のものを特に「小型二輪車」と呼ぶ。

## 概要
普通自動二輪車は普通自動二輪免許あるいは大型自動二輪免許で運転できる。
道路交通法施行規則において、「二輪の自動車（側車付きのものを含む。）で、大型特殊自動車、大型自動二輪車及び小型特殊自動車以外のもの」と定義されている。
排気量125ccならびに定格出力1kWを超える普通自動二輪車（側車を備えている場合は50ccを超え125cc以下を含む）は高速道路を走行できる。また2005年4月より、首都高速の一部を除く高速道路での二人乗りが可能となった。詳細はオートバイの二人乗りを参照。
三輪の自動車のうち、同軸上に46センチ未満の間隔(輪距)の車輪を持ち、旋回時に車体や車輪が傾斜するものは、特定二輪車として一般的な自動二輪車に準じた扱いになる。
かつて、国内メーカーの車種は、エンジン馬力規制値が250ccでは40馬力、399ccでは53馬力となっていたが2007年7月に撤廃された。例えば、2009年3月に発売されたGSR400は、最高出力が規制時代の規制値を8馬力上回る61馬力となった。
なお中型までの二輪車は、スモールバイクと呼ばれ、大型の二輪車は、ビックバイクとカテゴライズされる。

## 道路運送車両法における扱い
日本の道路運送車両法では普通自動二輪車を更に細かく分類しており、50cc超125cc以下ならびに0.6kW超1kW以下を「原動機付自転車」、125cc超250cc以下ならびに1kW超を「二輪の軽自動車（軽二輪）」、250cc超を「二輪の小型自動車（小型二輪）」としている。なお、50cc超125cc以下ならびに0.6kW超1kW以下は、50cc以下ならびに0.6kW以下の「原動機付自転車(原付)」との区別のため「原付二種」、あるいは道路交通法との関係から「小型二輪」と呼ぶことがあるが、250cc超の小型二輪とは異なる。
側車がついている場合は分類方法が異なる。
いずれの場合も自動車検査登録制度では一般的な自動車の登録自動車と異なる届出自動車であるため、ナンバープレートは正式には「車両番号標」となり、市町村に納める軽自動車税が課税される。

### 軽二輪

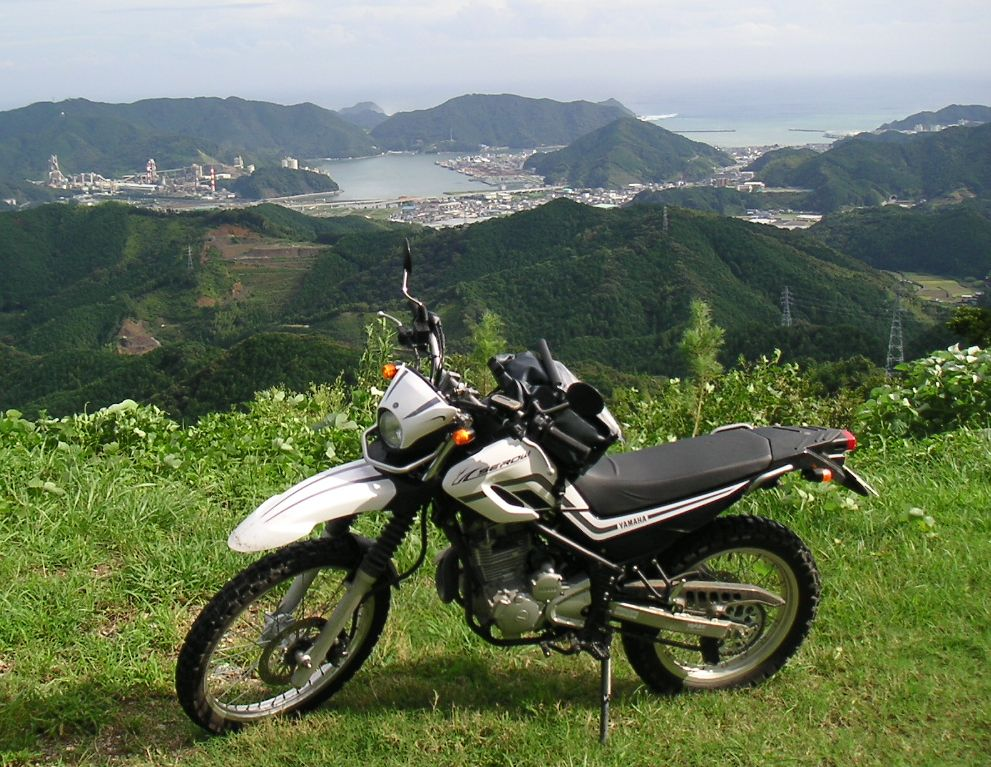
軽二輪の例（ヤマハ・セロー250）

道路運送車両法施行規則・第二条別表第一では軽自動車の内、軽二輪の範囲について、『二輪自動車（側車付二輪自動車を含む）で、長さ2.5m以下、幅1.3m以下、高さ2.0m以下、総排気量250cc以下』と定めている。定格出力が1kW超20kW以下の電動機を搭載したものも含まれる。
運輸支局に届出をすればナンバープレートと「軽自動車届出済証」が交付される。交付されるナンバープレートは「小板」という規格で、250cc超えの小型二輪のような緑色の縁取りはない。分類番号は1または2が適用される。
車検は不要であるが、新車届出時のみ自動車重量税を納めなくてはならない。自動車損害賠償責任保険を契約しステッカーをナンバープレートに貼り付ければ運行できる。
なお、かつては全ての軽自動車が車検制度の対象外だったが、四輪と三輪は車検対象の「検査対象軽自動車」となったため、残された二輪などは「検査対象外軽自動車」として区別されている。

### 小型二輪

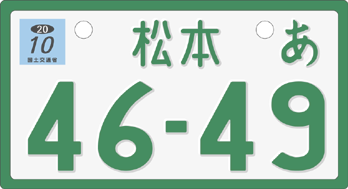
自動二輪車 自家用、の車両番号標（ナンバープレート）

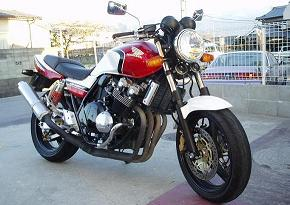
小型二輪の例（ホンダ・CB400スーパーフォア）

総排気量が250ccを超える普通自動二輪車は道路運送車両法では二輪の小型自動車と分類され、運輸支局への届出により検査を受け、ナンバーを指定されて自動車検査証が交付される。自家用の場合は白地に緑文字のナンバープレートで緑色の縁取がある。

車検が必要で、新規検査から3年目と以後2年毎に継続検査を受け、車検時には自動車重量税を納めなければならない。左上に車検の有効期限を示す検査標章を貼付しなければ運行してはならない。